# Carica di Poloj
La carica di Poloj è un episodio bellico consumatosi durante il secondo conflitto mondiale nel Fronte jugoslavo il 17 ottobre 1942, passato alla storia come ultima carica posta in essere da truppe militari regolari italiane. Prende il nome da una località della Croazia, oggi insediamento del comune di Slunj. 
L'episodio ha visto come protagonisti da una parte il Regio Esercito, con il 14º Reggimento "Cavalleggeri Alessandria" e dall'altra l'Esercito popolare di liberazione della Jugoslavia.
Fu l'ultima carica di cavalleria italiana.

## Antefatto
Dopo l'invasione della Jugoslavia nel 1941 e la conseguente spartizione dei territori occupati concordata con la Germania, il Regno d'Italia aveva ingrandito la provincia di Zara (città sotto sovranità italiana dal trattato di Rapallo del 1920), annettendosi altresì una parte della Slovenia (provincia italiana di Lubiana), la parte nord-occidentale della Banovina di Croazia (congiunta alla provincia di Fiume), più un'ampia parte della Dalmazia centrale (provincia di Spalato) e meridionale (provincia di Cattaro.
L'Italia assicurava i propri confini con diverse divisioni, stanziate in basi nel Friuli, nella Venezia Giulia, in Istria, a Zara ed in Albania.
Nelle zone già appartenenti al Regno di Jugoslavia sorse una prima forma di resistenza armata, fedele al re di Jugoslavia e legata al movimento dei cetnici capeggiati da Draža Mihailović. I cetnici nel tempo assunsero localmente un atteggiamento alle volte ambiguo o di aperta collaborazione con gli eserciti occupatori. Nell'estate del 1941 - dopo l'aggressione dalle forze dell'Asse all'Unione Sovietica - sorse infine un movimento resistenziale d'impronta comunista capeggiato da Josip Broz Tito, che proponeva contestualmente un progetto di liberazione nazionale e una radicale rivoluzione sociale di stampo sovietico. Questo movimento si organizzò nell'Esercito Popolare di Liberazione della Jugoslavia e col tempo assunse una forza decisiva, prendendo verso la fine della guerra il completo controllo dei territori jugoslavi.
Il 14º Cavalleggeri di Alessandria era uno dei reparti italiani presenti nei territori occupati le cui truppe erano prevalentemente a cavallo: il reggimento con la più alta mobilità tra tutti quelli nella zona. Inquadrato nella 1ª Divisione Celere "Eugenio di Savoia", compiva azioni di pattugliamento e controllo del territorio. Gli incontri con i partigiani erano frequenti.

## La battaglia
Al sorger del sole del 17 di ottobre 1942, il 14º reggimento, guidato dal colonnello Antonio Ajmone Cat e supportato da una colonna di artiglieria ippotrainata, il 3º squadrone carri basato su carri L6/40 ed il battaglione Camicie Nere divisionale (81°), muoveva verso Primislje in una normale operazione di controllo quando, nelle prossimità del fiume Korana, un manipolo di partigiani Jugoslavi esplosero dei colpi di grosso calibro dalle alture circostanti, uccidendo subito un ufficiale e un cavalleggero e ferendo diversi uomini e cavalli.
Dopo un leggero ripiegamento del 14°, che però ha dato tempo ai partigiani di riorganizzarsi e di appostarsi nelle alture vicine, alle 13.00, il reggimento si mosse in formazione a losanga, rinforzato dal 40º squadrone di supporto con carri e pezzi d'artiglieria.
Alle 14.30, questo raggiunse Poloj e si schierò nella valle in ordine di combattimento, poiché le alture erano tenute dai partigiani, e subito iniziò un violento scontro a fuoco.
Alle 17.00 si accentuò la pressione avversaria, così il generale Lomaglio, comandante della 1ª Divisione Celere "Eugenio di Savoia", ordinò dal comando di proseguire per Primislje e mandò sul posto il generale Mazza, vicecomandante la divisione.
Alle 18:30 Lomaglio, col far del buio, decise di far ritirare le forze a Perjasica, ma ormai i partigiani aspettavano questa mossa. Il colonnello Cat mandò in scoperta il primo squadrone del capitano Antonio Petroni con lo squadrone comando e quello dei mitraglieri.
Nel frattempo il terzo squadrone, sfoderate le sciabole, si lanciò alla carica sui partigiani che scendevano dalle alture a sinistra, mentre il secondo faceva lo stesso dal lato opposto; in retro guardia il quarto squadrone del capitano Vinaccia caricò ripetutamente per coprire la ritirata dell'artiglieria e degli automezzi: il capitano cadde nello scontro, ma le perdite partigiane furono nettamente superiori. I pochi partigiani rimasti, a questo punto, decisero di organizzare un terzo sbarramento, ma una poderosa carica di sciabole riuscì a spezzare l'accerchiamento formatosi e a metterli in fuga.
A fine battaglia, in tarda serata, il 14º Cavalleggeri contava 68 morti, fra cui 4 ufficiali; 61 feriti, fra cui 5 ufficiali; 170 cavalli persi. Ma le perdite partigiane erano abbastanza alte da determinare per l'Italia non solo una vittoria strategica, ma anche una vittoria tattica.
I cavalleggeri rientrarono vittoriosi la mattina del 18 ottobre a Perjasica, accolti dagli alti comandi con tutte le glorie.
Lo stendardo venne perso la notte della battaglia, ma fu ritrovato il mattino dopo, impigliato a un albero, e recuperato, dal capitano Fabio Martucci, comandante dello squadrone mitraglieri, uscito con il suo attendente Morgan Ferrari a ispezionare i luoghi dello scontro.

## Conseguenze e critiche
La carica di Poloj fu un'azione di grande importanza, in tutti gli aspetti, pur non essendo scaturita dalla autonoma decisione del suo comandante ma quasi imposta dall'alto, per eseguire un ordine; eseguita in maniera esemplare dai soldati italiani, con diversi atti di eroismo individuali, che valsero loro 12 Medaglie d'Argento al Valor Militare, altre di Bronzo e Croci di Guerra ad ognuno.
Il 14º reggimento Alessandria rientrò come gli era stato ordinato ma pagando un alto prezzo in vite umane: 68 morti e 61 feriti che, secondo analisti militari e strateghi, avrebbero potuto essere evitate o quantomeno ridotte se il combattimento fosse stato condotto liberamente dal comandante sul campo. Difatti su questa carica, dopo un galvanizzamento generale, venne quasi immediatamente steso un velo di imbarazzato silenzio. Divulgare completamente le circostanze in cui avvenne avrebbe forse messo in luce le manchevolezze dei comandi e la leggerezza con cui venivano impartiti gli ordini.